# Роби Уилямс
Роби Уилямс (на английски: Robbie Williams) е английски поп изпълнител. Познат е като „хулигана на британския поп“.

## Биография
Роби Уилямс е британски поп-певец. Бил е член на момчешката група Take That до 1995 г., когато напуска, за да започне соло-кариера. Преди да се сдобие със самостоятелна слава, Роби е близък с братята Галахър от Оуейсис. Очакванията му да получи няколко текста на песни от Ноуъл Галахър, за да започне солова кариера, не се оправдават.
През 1996 г. издава първия си самостоятелен сингъл Freedom, кавър на хита на Джордж Майкъл. Въпреки че песента има успех, самостоятелната му кариера набира сила едва с песента Angels. Тя достига първо място в класациите на много страни, но трудно пробива във Великобритания. Роби Уилямс оглавява британските класации с песента Millennium едва през септември 1998 г.
От този момент кариерата му набира скорост и той става звезда в Обединеното кралство с поредица от хитове. През 1999 г. Уилямс записва парче с Том Джоунс за албума Reload.
През 2000 г. Роби покорява САЩ с песента Rock DJ. Скандалният видеоклип, показващ разсъбличащия се певец, е цензуриран в много страни, а в други изцяло забранен. Той започва да се появява гол или полугол на своите фотосесии, клипове и концерти. Също през 2000 г. излиза и песента Supreme. В клипа Уилямс е в ролята на пилота от Формула 1 Боб Уилямс, който е в борба за световната титла с Джеки Стюърт. Песента жъне големи успехи и е обявена за една от най-добрите песни на Роби Уилямс.
Успехът му се затвърждава с кавъра на песента на Франк Синатра и Нанси Синатра – Somethin' Stupid, изпълнен с актрисата Никол Кидман. През 2002 г. издава албума Swing When You're Winning, като звученето му е омекотено и той пее джаз, блус и поп в стила на 50-те.
В края на 2002 г. излиза следващият му албум Escapology. Първият сингъл от него, Feel, се радва на голям успех в Европа. Клипът на следващия сингъл Come Undone, показва певеца в интимни пози по време на парти, както и насекоми и влечуги. По тази причина MTV показва цензурирана версия.
През 2002 г. се появява в класацията „100 Greatest Britons“. През декември 2003 г. прави турне с Duran Duran, на което представя заглавната песен от филма „Джони Инглиш“. Биографичната му книга – „Feel“, се превръща в бестселър още с издаването си през септември 2004 г.
Албумът Greatest Hits излиза на 18 октомври 2004 г. Първата песен от него, Radio, веднага оглавява класациите, продавайки повече от 40 000 копия през първата седмица. Следващата песен – Misunderstood, е пусната пред декември 2004 г. Тя е част от саундтрака на филма „Дневникът на Бриджит Джоунс 2“.

## Дискография

### Самостоятелни студийни албуми
- Life thru a Lens (1997)
- I've Been Expecting You (1998)
- Sing When You're Winning (2000)
- Swing When You're Winning (2001)
- Escapology (2002)
- Intensive Care (2005)
- Rudebox (2006)
- Reality Killed the Video Star (2009)
- Take the Crown (2012)
- Swings Both Ways (2013)
- The Heavy Entertainment Show (2016)
- The Christmas Present (2019)

### Студийни албуми сTake That
- Take That & Party (1992)
- Everything Changes (1993)
- Nobody Else (1995)
- Progress (2010)

### Студийни албуми сLufthaus
- Visions, Vol. 1 (2023)

### Live албуми
- Live at Knebworth (2003)

### Компилационни албуми
- The Ego Has Landed (1999)
- Greatest Hits (2004)
- Songbook (2009)
- In and Out of Consciousness: Greatest Hits 1990–2010 (2010)
- The Definitive Collector's Edition (2010)
- Robbie Williams: Classic Album Selection (2013)
- Under the Radar Vol. 1 (2014)
- Under the Radar Vol. 2 (2017)
- Under the Radar Vol. 3 (2019)
- XXV (2022)

### EP
- iTunes Live from London (2009)

## В България
През лятото на 2015 г. Роби Уилямс изнася концерт в Бургас в рамките на фестивала Spirit of Burgas пред 30 000 души.
На 28 септември 2025 г. се очаква Роби Уилямс да изнесе концерт на Националния стадион Васил Левски в София.